# Ceralocyna variegata
Ceralocyna variegata är en skalbaggsart som beskrevs av Mifsud och Dandria 1999. Ceralocyna variegata ingår i släktet Ceralocyna och familjen långhorningar. Inga underarter finns listade.